# Kulkowanie (łowiectwo)
Kulkowanie – patroszenie ptactwa polegające na usuwaniu wnętrzności przez odbyt za pomocą tzw. kulki, czyli haczyka, wykonanego z drewna lub metalu. Kulkowanie stosuje się w czasie polowań w ciepłej porze roku, gdyż opóźnia psucie się mięsa.